# SCARPA (azienda)
SCARPA, detta anche S.C.A.R.P.A. (dalle iniziali di Società Calzaturieri Asolani Riuniti Pedemontana Anonima) o Scarpa, è un'azienda italiana che produce scarponi da montagna, da alta quota e da escursionismo, scarponi da telemark e sci alpinismo, e scarpette da arrampicata.

## Storia
L'azienda fu fondata nel 1938 da Rupert Edward Cecil Guinness, secondo conte di Iveagh, uomo d'affari anglo-irlandese e ricco proprietario terriero ad Asolo dove abitava nella villa in cui aveva vissuto Eleonora Duse. Insieme a lui nell'iniziativa, voluta per dare una risposta occupazionale alla gente del luogo, il prevosto di Asolo, Angelo Brugnoli. Nel 1942 viene assunto come apprendista Luigi Parisotto, il quale nei primi anni cinquanta lascia la SCARPA per fondare insieme ai fratelli Francesco e Antonio una  propria azienda, la San Giorgio.
Nel 1956 Luigi Parisotto acquisisce la SCARPA facendo poi entrare i due fratelli e portandola a una maggiore notorietà grazie alle intuizioni di Luigi il quale abbandona il settore delle calzature militari per focalizzarsi sul mondo della montagna. Con il suo braccio destro Tommaso Marcon, inventa negli anni lo snodo posteriore per gli scarponi da sci, la suola monoblocco Saint Moritz, gli scarponi da sci alpinismo in pelle, il modello Rally per lo sci alpino e lo scarpone d'alta quota Grinta, arrivato in cima a tutti gli Ottomila del pianeta. Realizza anche gli scarponi per la spedizione italiana in Antartide, Base Terranova, alla fine degli anni ottanta.

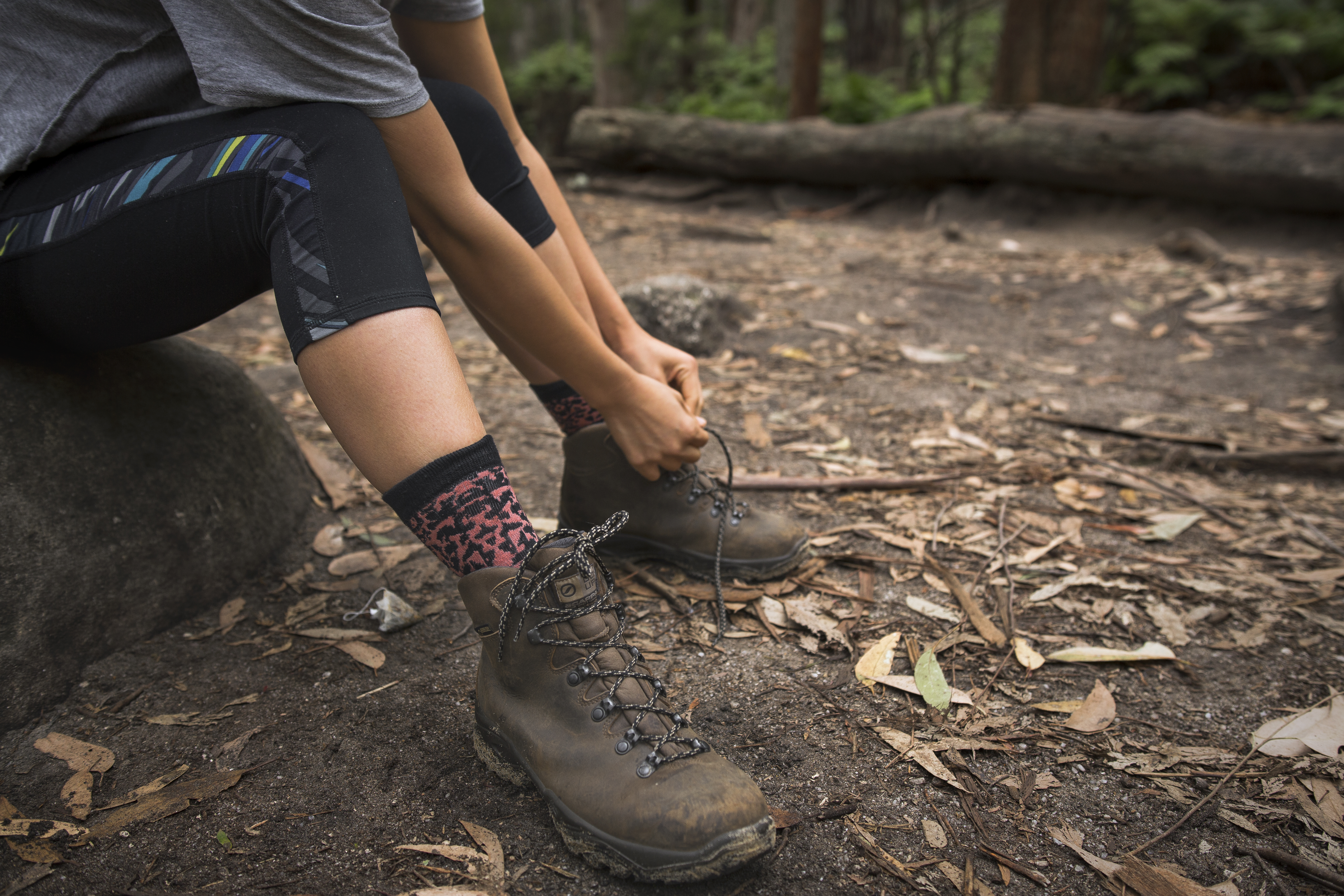
Scarponi Scarpa da trekking

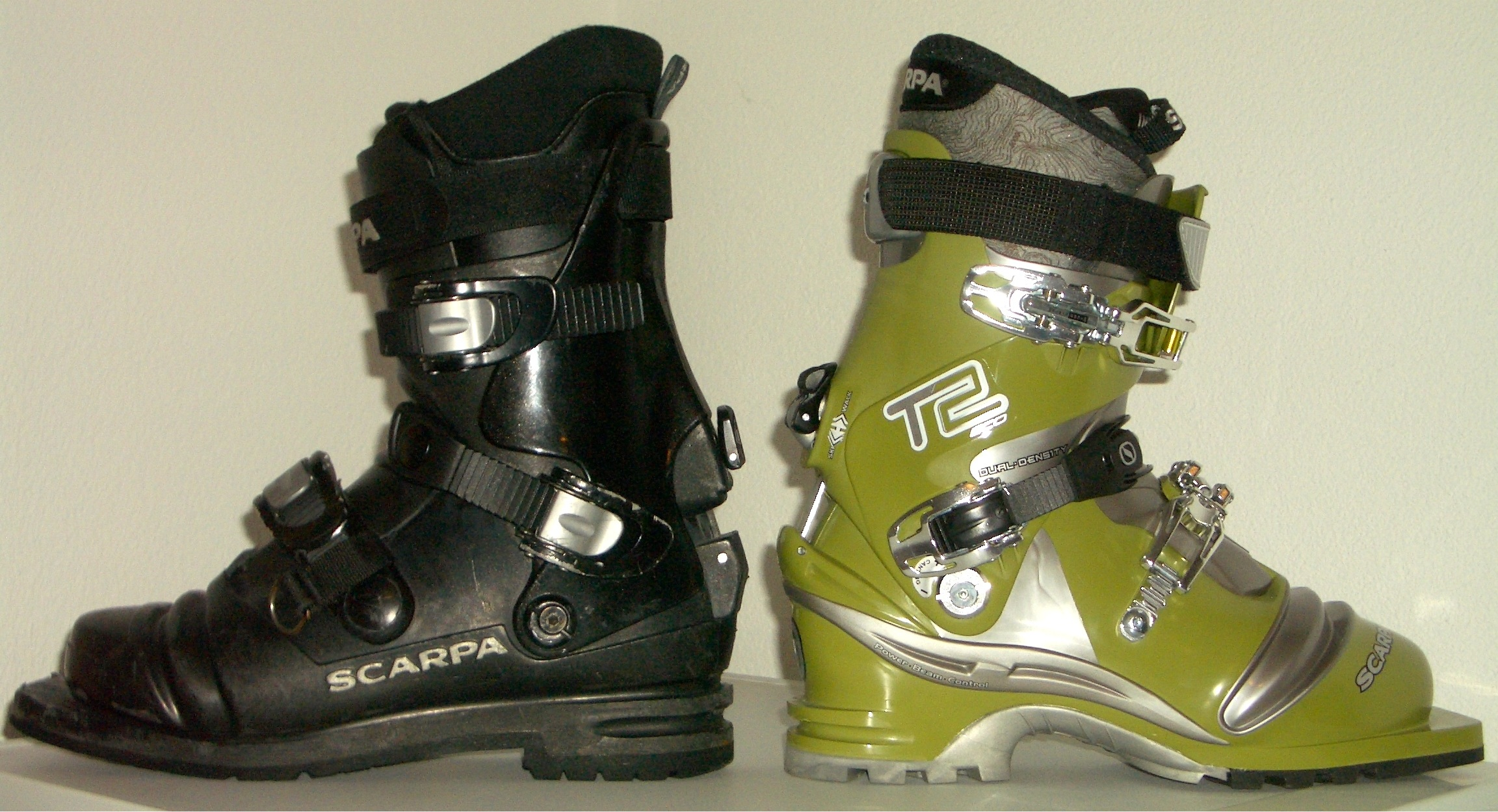
Scarponi Scarpa da Telemark: modello Terminator e T2 Eco a confronto.

Negli anni ottanta entra in azienda la seconda generazione Parisotto, composta da Sandro, Cristina, Davide, Piero e Andrea. Le redini dell'azienda sono in mano a Sandro, Cristina è responsabile della ricerca e sviluppo, Davide è il direttore della produzione, Pietro e Andrea siedono nel consiglio d'amministrazione. Viene creata una succursale negli USA e poi un'altra in Cina, viene acquisito prima uno stabilimento in Romania e poi un altro in Serbia (ma il 75% della produzione si concentra a Treviso), nel 2016 l'export supera l'81% della produzione.
Per testare la nuova produzione l'azienda si avvale della collaborazione di un certo numero di atleti. Dal 2006 fa parte di SCARPA l'alpinista e arrampicatore austriaco Heinz Mariacher, per occuparsi del settore delle scarpette da arrampicata. Nel complesso sono interessati circa 200 atleti, di cui una quindicina coinvolti nel reparto della ricerca. La linea Ribelle Tech è stata, ad esempio, creata con la collaborazione dell'alpinista svizzero Ueli Steck, scomparso nella primavera del 2017.
Nel dicembre dello stesso anno, festeggiati gli 80 anni di vita, la seconda generazione della famiglia Parisotto si separa: escono due dei cinque eredi dei soci fondatori (Andrea e Piero), continuano Davide e i cugini Sandro e Cristina..

## Prodotti
Nell'elenco sono riportati alcuni prodotti dell'azienda SCARPA, divisi per categoria.
- Snow: scarponi da sci, sci alpinismo e telemark
- High altitude: scarponi da alta montagna
- Tech mountain: scarponi da montagna
- Backpacking
- Trekking: scarpe da escursionismo
- Hiking
- Lite trek
- Climbing: scarpette da arrampicata
- Approach
- Lifestyle

## Dati economici
Nel 2020 l'azienda registra un fatturato di 115 milioni di euro, i dipendenti sono 1800. Nel 2019 i ricavi raggiungono i 106 milioni di euro con un aumento del 10%, Ebitda del 14%, l'utile netto tocca i 12 milioni di euro.